# Hell Is in Your Head
Hell Is in Your Head es el octavo álbum de estudio de la banda estadounidense de post-hardcore Senses Fail. Fue lanzado el 15 de julio de 2022 a través de Pure Noise Records y fue producido por Beau Burchell.
Este álbum marca un retorno de la banda a sus orígenes cercanos a emo y post-hardcore.

## Antecedentes
Senses Fail lanzó su séptimo álbum de estudio If There Is Light, It Will Find You en febrero de 2018. Marcó un regreso al sonido emo de su primer álbum Let It Enfold You (2004). Se promocionó con dos giras como cabeza de cartel por los Estados Unidos, una temporada en el Warped Tour y una gira coencabezada por los Estados Unidos con The Amity Affliction.
Fue coproducido por Beau Burchell de Saosin, Hell Is In Your Head marca el primer álbum de estudio de la banda desde If There Is Light, It Will Find You de 2018.

## Temas
El tema general del álbum analiza las ideas del cantante Buddy Nielsen sobre cómo procesar el duelo. La esposa de Nielsen sufrió complicaciones durante el nacimiento del primer hijo de la pareja y casi resultó gravemente herida. Explicó: "Mi esposa tuvo un parto bastante grave" y agregó: "No quiero decir que casi muere, pero fue bastante aterrador por un minuto. Y la relación que debes tener con tu hijo es simplemente un abandono constante de ti misma". en formas que no necesariamente percibías que necesitabas. Tuve que comenzar a aceptar mi propia muerte porque mi hija, que ahora tiene cuatro años, sigue preguntando sobre ello. Así que esto me pareció una oportunidad para tal vez abordar el dolor y cómo podemos proceso de ser: ¿cómo tienes un hijo, cómo estás vivo, cómo continúas viviendo una vida significativa sabiendo al mismo tiempo que vas a morir?". Cuando el trasfondo general del álbum se centra en gran medida en la muerte, existencialismo, la fragilidad de la vida humana, el dolor y la paternidad.
"Lush Rimbaugh", el primer sencillo del álbum, fue lanzado el mismo día en que murió el tema de la letra, que había padecido una enfermedad terminal durante un año. Según Nielsen, la canción no pretende ser una celebración de la muerte, sino más bien un elogio veraz para alguien que había dedicado toda su vida a ofender a los demás.

## Lista de canciones
Todas las canciones escritas y compuestas por James Nielsen. 
| N.º | Título                                                     | Duración |  |
| 1.  | «Burial of the Dead»                                       | 3:19     |  |
| 2.  | «End of the World/A Game of Chess» (con SeeYouSpaceCowboy) | 3:57     |  |
| 3.  | «The Fire Sermon»                                          | 3:26     |  |
| 4.  | «I Am Error»                                               | 3:52     |  |
| 5.  | «Death by Water» (con Spencer Charnas de Ice Nine Kills)   | 3:50     |  |
| 6.  | «What the Thunder Said»                                    | 4:27     |  |
| 7.  | «Miles to Go»                                              | 3:11     |  |
| 8.  | «Lush Rimbaugh»                                            | 3:13     |  |
| 9.  | «Hell Is in Your Head»                                     | 3:03     |  |
| 10. | «I'm Sorry I'm Leaving»                                    | 3:12     |  |
| 11. | «Grow Away from Me»                                        | 6:13     |  |

## Posicionamiento en lista
| Lista (2022)                        | Posición |
| ----------------------------------- | -------- |
| Reino Unido (UK Independent Albums) | 43       |

## Personal
Senses Fail
- Buddy Nielsen – cantante
- Gavin Caswell – guitarra,, bajo
- Dan Trapp – batería, percusión

Músicos adicional
- SeeYouSpaceCowboy: voz (pista 2).
- Spencer Charnas: voz (pista 5).